# Rebolosa
Rebolosa ist eine Gemeinde (Freguesia) im portugiesischen Kreis Sabugal. In ihr leben 205 Einwohner (Stand 19. April 2021).